# بلاویستا
بلاویستا (به لاتین: Bellavista) یک کوه در سوئیس است که در کانتون گراوبوندن واقع شده‌است. بلاویستا ۳٬۹۲۲ متر بالاتر از سطح دریا واقع شده‌است.